# Болотниця (міфологія)

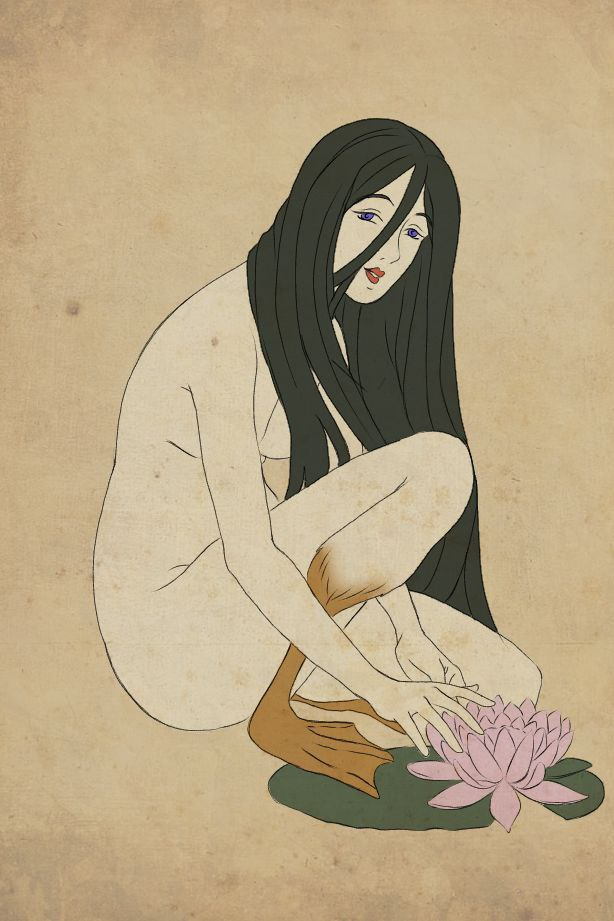
Болотяна Пані

Болотяниця (омутниця, лопатниця) — вигадана істота, заснована на персонажах слов'янської міфології, водяна пані, що живе в болоті, та трясовинах.

## Опис
Болотяниці описуються в сучасних джерелах як дівчата з білою шкірою та чорним волоссям. Очі — блакитні або зелені і горять, як у кішки. В болотяниці гусячі ноги, з перетинками. За повір'ями, в ясну літню ніч болотяна діва піднімається з трясовини і сідає серед трав і квітів, ховаючи свої гусячі ноги. Побачивши людину, вона починає кликати її ніжним голосом, благає вивести її з болота. Але якщо людина пожаліє дівчину та підійде ближче, болотяниця миттєво затягне жертву до себе у трясовину. Окрім цього болотяниці можуть насилати на поля нищівні бурі, зливи, руйнівний град.

## Згадки в літературі
Образ болотяниці не зафіксований у слов'янських фольклорних джерелах, отож немає підстав вважати її справжньою частиною народних вірувань. Попри це, болотяниця існує в казках інших народів. Дуже схожий образ зустрічається і в Данії — «Mosekonen» (Болотяна Матінка, Пані, або цариця болота). В народі кажуть, що коли над болотами здіймається туман — то болотяна пані зілля варить.
У своїй казці «Дівчинка, яка наступила на хліб», опублікованій 24 березня 1856 року, Ганс Крістіан Андерсон описує пивоварню болотяної пані як передпокій пекла, куди приходить в гості диявол і його прабаба. Також цей образ використав Іб Отто Олсен в казці «Mosekonens Bryg», яка була опублікована в 1957 році, а потім виправлена і перевидана в 1966 році. У книзі розповідається про болотяницю, яка варить своє чарівне зілля. Воно низько осідає над долинами, болотами і лугами густим туманом.